# Pollenia virescens
Pollenia virescens är en tvåvingeart som först beskrevs av Macquart 1835.  Pollenia virescens ingår i släktet vindsflugor, och familjen spyflugor.
Artens utbredningsområde är Schweiz. Inga underarter finns listade i Catalogue of Life.